# Bakırcıoğlu, Yıldızeli
Bakırcıoğlu là một xã thuộc huyện Yıldızeli, tỉnh Sivas, Thổ Nhĩ Kỳ. Dân số thời điểm năm 2011 là 201 người.